# Лисенко Петро Федорович
Петро Федорович Лисенко (біл. Пётр Фёдаравіч Лысенка; 16 вересня 1931, c. Зарічани, Полоцький район, Вітебська область — 23 березня 2020, Мінськ, Білорусь) — білоруський археолог, доктор історичних наук (1988), професор (1993), лауреат Державної премії Республіки Білорусь (2002).

## Біографія
З батьками переїхав із Зарічан у місто Пінськ Берестейської області. Закінчив історичний факультет Мінського педагогічного інституту імені М. Горького (1953).
З 1964 року працює в Інституті історії Національної Академії наук Білорусі — старший науковий співробітник, завідувач сектором середньовічної археології, завідувач відділу археології Середньовіччя, головний науковий співробітник відділу археології Середньовіччя і Нового часу Центру археології та стародавньої історії Білорусі.
У 2011 році Лисенкові присвоєне звання Почесного громадянина Пинська.
Помер 23 березня 2020 року.

## Наукова діяльність

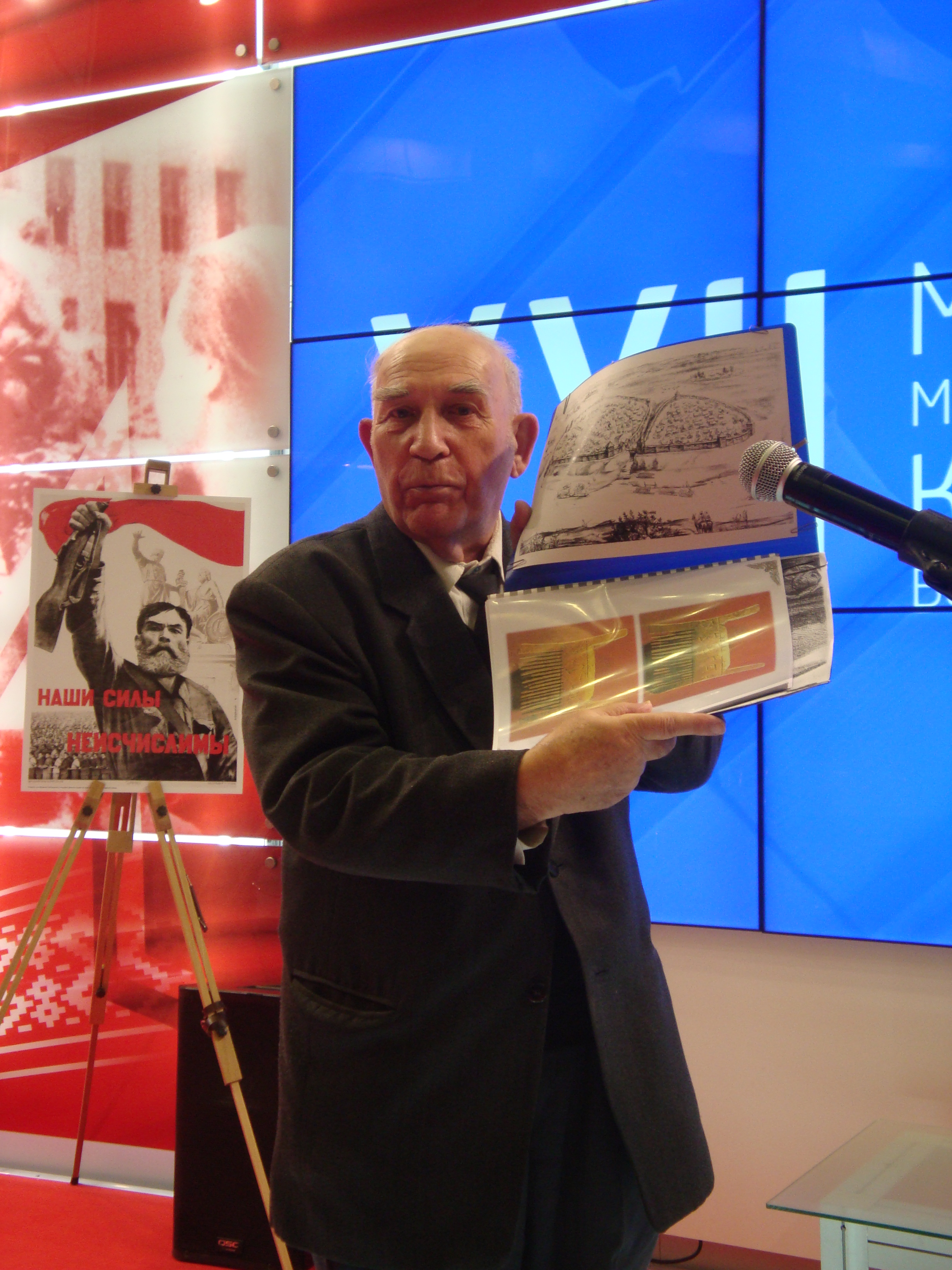
П. Ф. Лисенко демонструє фотографії археологічних знахідок у Турові і Бересті — на презентації факсимільного видання Турівського Євангелія під час XXII Міжнародної книжкової виставки, Мінськ, 14 лютого 2015

Вивчав кургани XI—XIII століть, стародавні міста: Турів, Берестя, Пінськ, Слуцьк, Давид-Городок, Клецьк, Рогачов, Мозир, Мінськ. При розкопках у Бересті, вперше для дерев'яної побутової архітектури Русі, виявив житлові споруди на 12 — 13 вінців з віконними прорізами і фрагментами даху — т. зв. курицями і самцями. Дійшов висновку, що Берестя засноване дреговичами. Результатом досліджень було відкриття археологічного музею «Берестя».
На розкопках у Турові виявив залишки храму, ймовірно, зруйнованого землетрусом у XIII столітті. За підсумками розкопок створений Турівський археологічний музей-павільйон.
Автор низки монографій та понад 150 наукових статей; підготував низку вчених. З 1994 року — у складі експертної ради Вищої атестаційної комітету (ВАК) Республіки Білорусь з історичних наук, з 1999 року — голова експертної ради ВАК з археології, етнографії та допоміжних історичних наук. Тривалий час був головою польового комітету Інституту історії НАН Білорусі.

## Роботи
- Древнейшие города Белоруссии. — Мн., 1966. (Спільно з Г. В. Штиховим) (рос.)
- Города Туровской земли. — Мн., 1974. (рос.)
- Берестье. — Мн., 1985. (рос.)
- Открытие Берестья. — Мн., 1989; 2007, 2-е изд. (рос.)
- Дреговичи. — Мн., 1991. (рос.)
- Древний Пинск IX—XIII вв. — Мн., 1997; Пинск, 2007, 2-е изд. (рос.)
- Туровская земля IX—XIII вв. — Мн., 1999; 2001, 2-е изд. (рос.)
- Древний Туров. — Мн., 2004. (рос.)
- Сказание о Турове. — Мн., 2006; 2007, 2-е изд. (рос.)